# The Missing Person
The Missing Person è un film del 2009 scritto e diretto da Noah Buschel.

## Trama
Improvvisamente, a Rosow viene affidato il caso della sua vita quando viene assunto per pedinare un uomo di nome Harold Fullmer su un treno. Rosow scopre presto che Fullmer è una delle migliaia di persone presumibilmente scomparse dopo l'11 settembre, e che si è costruito una nuova vita. 
Man mano che il film procede, Rosow affronta la decisione morale di riportare Fullmer, suo malgrado, da sua moglie a New York, o lasciarlo rimanere nella sua vita inventata. 